# Какурин, Николай Евгеньевич
Никола́й Евге́ньевич Каку́рин (4 [16] сентября 1883 — 29 июля 1936) — русский офицер Генерального штаба, советский военачальник, военный теоретик, публицист, историк и педагог.

## Биография
Из потомственных дворян Орловской губернии. Православного вероисповедания. Родился 4 (16) сентября 1883 года в Орле в многодетной семье офицера, Генерального штаба полковника Евгения Николаевича Какурина (1846—1909), дослужившегося до чина генерала от инфантерии, и Анны Медардовны, урождённой Зайончковской, дочери статского советника Медарда Андреевича Зайончковского (брат Анны Медардовны — генерал от инфантерии Андрей Медардович Зайончковский, её сестра Зинаида была замужем за генерал-лейтенантом Дмитрием Васильевичем Путятой).
Общее среднее образование получил в Житомирской 2-й мужской гимназии (в то время его отец командовал 5-й пехотной дивизией, штаб которой находился в Житомире).

### Служба в Русской императорской армии
В военную службу вступил 31.08.1902 в Санкт-Петербурге, в Михайловское артиллерийское училище юнкером рядового звания. С 26.06.1903 — унтер-офицер, с 13.05.1904 — портупей-юнкер. Окончив училище по 1-му разряду, был произведен, по экзамену, в подпоручики, с назначением на службу в 30-ю артиллерийскую бригаду (город Минск). Служил младшим офицером батареи.
В апреле 1905 года переведен в 18-ю артиллерийскую бригаду (крепость Ивангород), — младший офицер 2-й батареи, с января 1906 года — заведующий хозяйством, затем делопроизводитель, 2-й батареи. В сентябре 1907 года, за выслугу лет, произведен в поручики
В октябре 1907 года, выдержав вступительный экзамен, зачислен в младший класс Императорской Николаевской военной академии (Санкт-Петербург).
В мае 1910 года, по окончании двух классов по 1-му разряду и дополнительного курса академии успешно, за отличные успехи в науках был произведен в штабс-капитаны и в июне того же года причислен к Генеральному штабу, с откомандированием от академии к штабу Варшавского военного округа.
С ноября 1910 года был командирован на два года в 17-й пехотный Архангелогородский полк, расквартированный в Житомире, для прохождения цензового командования ротой.
До ноября 1912 года командовал 4-й ротой полка, затем в том же месяце был переведен в Генеральный штаб, с назначением старшим адъютантом штаба 5-й пехотной дивизии (штаб дивизии — в Житомире), и в декабре 1912 года произведен в Генерального штаба капитаны В 1913—1914 годах периодически назначался врид начальника штаба дивизии.

#### Первая мировая война
Участник Первой мировой войны: до декабря 1914 года был на довоенной должности, с 09.12.1914 — обер-офицер для поручений при штабе 10-го армейского корпуса. С 27.04.1915 служил при штабе крепости Перемышль, с 21.06.1915 — при Управлении Главного руководителя работ Луцкого района. С 26.08.1915 — исполнял должность штаб-офицера для поручений при штабе 39-го армейского корпуса 8-й армии.
09.10.1915 назначен исправляющим должность начальника штаба 71-й пехотной дивизии (06.12.1915 произведен в Генерального штаба подполковники, с назначением на эту же должность исправляющим обязанности).
Из-за плохого состояния здоровья не был аттестован командиром дивизии на должность командира полка и
с 2 марта 1916 года, приказом по 71-й пехотной дивизии, командирован вглубь России на лечение болезни, — к июню 1916 года возвратился на службу. За отличия в июньских боях был представлен к награждению Георгиевским оружием, однако сведения о награждении отсутствуют.
В августе 1916 года был назначен исправляющим должность начальника штаба 3-й Забайкальской казачьей бригады, действовавшей в составе 2-го Кавказского конного корпуса Кавказской армии на территории Западной Армении.
В августе 1917 года произведен в Генерального штаба полковники
В октябре 1917 года уехал с Кавказского фронта в отпуск, в губернский город Киев к семье. В ноябре того же года был назначен командиром 7-го Кавказского стрелкового полка, однако в должность эту не вступил, — на фронт не вернулся.

### Гражданская война
Зимой 1917/1918 года полковник Какурин находился в Киеве. В марте 1918 года добровольно вступил в армию Украинской народной республики (занимался организацией армии) и был назначен помощником начальника Генерального штаба (руководил 2-м квартирмейстерством). В июне 1918 года был назначен (утверждён) на эту же должность в Вооружённых силах Украинской державы.
В декабре 1918 года, после прихода к власти Директории УНР, сместившей гетмана Скоропадского, Какурин был отстранён от должности, но вскоре назначен помощником начальника штаба Холмско-Галицкого фронта, развёрнутого против поляков (командующим фронтом был Александр Шаповал, активист партии социалистов-самостийников). Занимая в марте-апреле 1919 года пост Военного министра УНР, Шаповал назначил Какурина на должность помощника Военного министра (в этот период полковник Какурин находился в Виннице, выполняя различные поручения Шаповала).
С апреля 1919 года Какурин служил в украинской Галицкой армии: в мае–июле 1919 года — начальник штаба 4-го Галицкого корпуса; затем состоял в резерве чинов Галицкой армии, находился в Каменец-Подольском.
В ноябре 1919 года Галицкая армия, на основании соответствующего соглашения, перешла на сторону ВСЮР, а в январе 1920 года, потеряв боеспособность из-за эпидемии тифа, сдалась наступавшей Красной Армии РСФСР, затем, переформированная и переименованная на Красную Украинскую Галицкую армию (КУГА), вошла в состав Красной армии.
В марте 1920 года, в числе других бывших русских офицеров, служивших в Галицкой армии, Какурин был оправлен в Киев, в штаб 12-й армии РККА, оттуда, переболев тифом, в Москву, где в мае 1920 года был арестован за службу в украинской и Галицкой армиях, а в июне 1920 года освобождён и назначен в распоряжение начальника Всероглавштаба, затем — в распоряжение начальника штаба 16-й армии РККА.
Участвуя в Советско-польской войне на стороне «красных», Какурин в июле 1920 года был назначен начальником штаба 8-й стрелковой дивизии, с 01.08.1920 по 16.10.1920 командовал 10-й стрелковой дивизией, во главе которой совершил поход на Варшаву и обратно. Временно исполнял обязанность командующего 4-й армией, в октябре–декабре 1920 года был командующим 3-й армией, а после расформирования 3-й армии — вторым помощником командующего Западным фронтом Михаила Тухачевского.
В 1921 году, будучи начальником штаба Тамбовской группы войск, одновременно командовал сводной кавалерийской группой, принимавшей участие в подавлении Тамбовского восстания. В частности, как начальник штаба подписал известный приказ № 0116 от 12 июня 1921 года о применении отравляющих веществ против скрывавшихся в лесу повстанцев.
Стремясь укрепить свой авторитет в глазах большевиков, в 1921 году вступил в РКП(б) одним из первых кадровых русских офицеров.
Участник гражданской войны в Средней Азии, — в марте-сентябре 1922 года был командующим советскими войсками Бухарско-Ферганского района, участвовал в ликвидации басмаческих банд.

### Научно-преподавательская деятельность в РККА
В 1922—1924 годах — на преподавательской работе в Военной академии РККА (бывшей Академии Генерального штаба РИА), — старший руководитель по тактике, с 1923 года — начальник отдела истории Гражданской войны при Штабе РККА. Работал в Военно-научном отделе Управления по исследованию и использованию опыта войны Штаба РККА.
В 1925—1930 годах преподавал в Военной академии имени М. В. Фрунзе (бывшей Военной академии РККА). Автор около 30 работ по вопросам стратегии, оперативного искусства и тактики Гражданской войны, обучению и воспитанию войск. Один из инициаторов создания и автор трёхтомной истории Гражданской войны (издана в 1928—1930 годах). С 1930 года — в отставке.
19 августа 1930 года был арестован по подозрению в антисоветской подрывной деятельности (с 1922 года на него доносила в ОГПУ его двоюродная сестра Ольга Зайончковская-Попова, которой он доверял).
19 февраля 1932 года приговорен к 10 годам заключения. Содержался в Ярославской тюрьме, где и умер в конце июля 1936 года.
Реабилитирован в 1957 году.

## Научные труды
- Стратегия пролетарского государства. (Этюд). — [б. м.], 1921.
- Русско-польская кампания 1918—1920. — М., 1922. — 75 с.
- Война с белополяками, 1920 г. (в соавторстве с В. А. Меликовым). — М.: Госвоениздат, 1925.
- Разложение армии в 1917 году. — М.—Л.: Государственное издательство, 1925.
- Стратегический очерк гражданской войны. — М.—Л.: Воениздат, 1926.
- Современная тактика. 3-е изд. — М., 1927.
- Встречный бой. — М., 1927.
- Как сражалась революция: в 2 т.. Изд. 1-е — М., 1925 — 26; изд. 2-е, доп. — М.: Политиздат, 1990. — 500 с. — ISBN 5-250-00811-9; 5-250-00812-7; 5-250-00813-5.
- Стратегический очерк гражданской войны. — М.—Л.: Воениздат, 1926. — 160 с.
- Восстание чехословаков и борьба с Колчаком. — М., 1928.
- Тактика отдельных отрядов в особых условиях обстановки — М., 1927
- Борьба за Петроград в 1919. — М.—Л., 1928.
- Киевская операция поляков 1920 года (в соавторстве с К. Берендсом) — М.—Л., 1928.
- Война с белополяками. — М.—Л., 1930.
- Гражданская война. 1918—1921 : в 3 т. — Т. 3 — 1-е изд. — М.: Военный вестник, 1930.
- Какурин Н. Е., Вацетис И. И. Гражданская война. 1918–1921. — 2-е изд.. — СПб.: Полигон, 2002. — 672 с. — (Великие противостояния). — 5100 экз. — ISBN 5-89173-150-9.

## Награды
Российской империи:
- Медаль «В память 100-летия Отечественной войны 1812 года» (1912)
- Медаль «В память 300-летия царствования дома Романовых» (1913)
- Орден Святого Владимира 4-й степени с мечами и бантом (ВП от 03.01.1915)
- Орден Святой Анны 4-й степени с надписью «За храбрость» (ВП от 29.01.1915)
- Орден Святой Анны 3-й степени с мечами и бантом (утв. ВП от 01.06.1915)
- Орден Святого Станислава 3-й степени с мечами и бантом (ВП от 12.06.1915)
- Орден Святого Станислава 2-й степени с мечами (утв. ВП от 13.03.1916)

Советских республик:
- Орден Красного Знамени; РСФСР (Приказ РВСР № 306 от 11.11.1921)
- Орден Красной Звезды 1-й степени; Бухарская Народная Советская Республика (1922)

## Семья
Жена — Эльвира-Анна Леопольдовна Какурина, урождённая Мерелли (1885—1963, Пермь), итальянка римско-католического вероисповедания.
Дочери:
- Анна (1911—1985; в замужестве Кнерцер, Федотова).
- Анастасия (1915—1993, Москва), — артистка балета, педагог, театровед. Окончила Московское хореографическое училище при Большом театре СССР и заочно театроведческий факультет Государственного института театрального искусства им. А.В. Луначарского по специальности «История и теория театра». Работала в Пермском театре оперы и балета, преподавала в Пермском государственном хореографическом училище, в Воронежском хореографическом училище.  Муж (3-й брак) — Николай Федорович Орешкевич, артист балета, педагог. Заслуженный артист РСФСР[14].
  - Племянник (сын сестры Ольги Евгеньевны Какуриной, в замужестве Поляковой) — митрополит Леонид (Лев Львович Поляков), епископ Русской Православной Церкви, митрополит Рижский и Латвийский.